# Први приморско-горански партизански одред
Први приморско-горански НОП одред (Први НОП одред Пете оперативне зоне НОВ и ПО Хрватске) је био партизанска јединица у саставу Народноослободилачке војске и партизанских одреда Југославије током Другог светског рата у Хрватској.

## Историјат
Формиран је 30. маја 1942. у рејону Дрежнице од батаљона Марко Трбовић, Матија Губец и Љубица Церовац Приморско-горанског НОП одреда. Имао је око 750 бораца, наоружаних са 580 пушака, 16 пушкомитраљеза и 1 митраљезом. После формирања Одред је дејствовао по деловима у Хрватском приморју (од Сења до Цриквенице) и у Горском котару јужно од пруге Брод Моравице—Хрељин, на подручју срезова Врбовско, Огулин, Бриње, и у јужном делу делничког среза. Активним дејствима, рушењем и запречавањем на комуникацијама, знатно је отежавао италијански саобраћај на железничкој прузи Карловац—Огулин—Сушак и на друмовима који воде кроз Горски котар и Хрватско приморје. У тешким борбама са Италијанима и усташама, јединице Одреда су 21. јуна ослободиле Криви Пут, Приморски Вељун и Подбило, и заробиле 30, а убиле 35 италијанских војника, оружника и усташа, и заплениле 180 пушака и 1 пушкомитраљез. У другој половини јула формирани су у његовом саставу 1. и 2. ударни батаљон; 26. августа Први приморско-горански НОП одред имао је 1161 бораца. До септембра Одред је самостално или у заједници са 1. пролетерским НОУ батаљоном и 1. НОУ бригадом Хрватске извршио низ диверзија и напада на непријатељева упоришта и успешно дејствовао из заседа. Нарочито се истиче напад из заседе са 1. пролетерским батаљоном 18. јула на путу Нови—Сењ, на моторизовану батерију 57. артиљеријског пука италијанске дивизије Ломбардија. Том приликом уништена су 4 топа, 2 камиона и један оклопни аутомобил, а заплењено 12 пушака и 1 митраљез. Одред је ослободио Бегово Раздоље 4. августа, Модруш 13. августа и Салопек Село 5. септембра. Јаке италијанске, усташко-домобранске и четничке снаге почеле су 16. септембра продирати на слободну територију Горског котара. Да би избегао окружење на простору измеду Сталка, Леденица и Бриња, Штаб Пете оперативне зоне пребацио је батаљон Матија Губец преко пруге Огулин—Сушак са задатком да дејствује око Лича и Фужина, а батаљоне Марко Трбњић и Љубица Церовац на просторију измеду Језерана и Модруша да нападају непријатеља на комуникацијама Језеране Дрежница и Модруш—Језеране. У међувремену, 13. септембра, 1. и 2. ударни батаљон Одреда, 3. кордунашки партизански батаљон и 1. пролетерски НОУ батаљон сломили су отпор усташко-домобранске посаде у Благају (код Слуња), а 19. септембра заузели усташко-домобранско упориште у с. Сичу. После повратка с Кордуна, 1. и 2. ударни батаљон напали су 28. септембра и разбили италијанске посаде у селима Тисовцу и Јосиповцу (измеду Огулина и Јасенка), пошто су им нанели губитке од око 180 погинулих и рањених. Италијани су се почели повлачити у полазне гарнизоне. У повлачењу су попалили готово сва села на ослобођеној територији. Одред је 12. октобра 1942. дао четири батаљона за формирање 6. приморско-горанске бригаде (1. и 2. ударни батаљон и батаљоне Марко Трбовић и Љубица Церовац, а 26. новембра 1942. један батаљон за 14. приморско-горанскубригаду (батаљон Матија Губец) кад је престао да постоји. Поновно је формиран 1. јануара 1943. од подручних јединица, и имао два батаљона (1. батаљон Марко Трбовић и 2. батаљон Љубица Церовац) са око 200 бораца. У другој половини јануара формиран је и 3. батаљон. После одласка 6. и 14. приморско-горанске бригаде у Плашчанску долину (9. јануара 1943), за обезбеђење слободне територије (Горског котара, задржан је 1. приморско-горански НОП одред који је до почетка марта изводио диверзије на прузи Огулин—Сушак и нападао мање непријатељеве посаде и колоне на комуникацији Бриње—Сењ. Од 7. до 15. марта учествовао је са 14. приморско–горанском бригадом у одбијању напада јаких италијанских снага (јачине две дивизије) и око 25000 четника на слободну територију Горског котара, од 23. до 31. марта одбијао нападе италијанских јединица у Брињском кланцу и неколико колона које су од Жуте Локве наступале у том правцу и ка Гољаку када се пребацује на слободну територију Беле и Сухе крајине у Словенији, где је до средине маја заједно са словеначким партизанским јединицама водио тешке борбе против италијанских и белогардијских снага. После повратка у Горски котар, Одред је у другој половини маја водио борбе за одбрану слободне територије на подручју Сења, Жуте Локве, Оточца и Бриња, а у јуну дејствовао на железничкој прузи Огулин—Сушак и на комуникацији Сењ—Нови. У међувремену, средином јуна, дао је непун батаљон за формирање 2. приморско-горанског НОП одреда. У јулу и августу појачао је дејства својих јединица на прузи Огулин—Сушак и комуникацији Сењ—Нови. У септембру учествује у разоружавању италијанских јединица на свом подручју, а до краја децембра 1943. у одбрани слободне територије. Од јануара 1944. до краја марта 1945. води борбе и руши комуникације у Горском котару, Хрватском приморју и једном делу Лике, напада из заседе мање непријатељеве колоне, и одбија упаде на слободну територију. У међувремену, јуна 1944, у саставу Одреда формиран је поновно 3. батаљон, који је 25. јула упућен за попуну 2. Приморско-горанског НОП одреда; Одред је 11. марта 1945. имао 496 бораца. У априлу 1945. с јединицама 13. и 43. дивизије НОВЈ учествује у ослобађању многих места у Горском котару. Расформиран је крајем априла 1945, а његовим људством попуњене су јединице 13. дивизије НОВЈ.